# Baie Missisquoi
Baie Missisquoi är en vik i Kanada.   Den ligger i provinsen Québec, i den sydöstra delen av landet, 210 km öster om huvudstaden Ottawa.
Omgivningarna runt Baie Missisquoi är en mosaik av jordbruksmark och naturlig växtlighet. Runt Baie Missisquoi är det ganska glesbefolkat, med 22 invånare per kvadratkilometer.